# Preben Eriksen
Preben Kollster Eriksen (ur. 9 sierpnia 1958 w Odense) – duński żużlowiec.

## Życiorys
Finalista IMŚ w roku 1981 w Londynie (jako rezerwowy). Trzykrotny medalista DMŚ: dwukrotnie złoty (1984, 1985) oraz srebrny (1982).
Sześć razy był w finałach IM Danii. Raz był w finale MIM Danii.

## Przynależność klubowa
Dania
- do uzupełnienia

Wielka Brytania
- Wolverhampton Wolves (1977)
- Ipswich Witches (1979–1983)
- Wolverhampton Wolves (1984–1988)
- Mildenhall Fen Tigers (1989)

## Osiągnięcia
Indywidualne Mistrzostwa Świata
- 1981 –  Londyn – jako rezerwowy – nie startował → wyniki

Drużynowe Mistrzostwa Świata
- 1982 –  Londyn – 2. miejsce – 4 pkt → wyniki
- 1984 –  Leszno – 1. miejsce – 9 pkt → wyniki
- 1985 –  Long Beach – 1. miejsce – 5 pkt → wyniki

Indywidualne Mistrzostwa Danii
- 1980 – Fjelsted – 7. miejsce – 10 pkt → wyniki
- 1981 – Vojens – 8. miejsce – 8 pkt → wyniki
- 1983 – Hillerød – 8. miejsce – 7 pkt → wyniki
- 1984 – Brovst – 6. miejsce – 11 pkt → wyniki
- 1985 – Fredericia – 5. miejsce – 11 pkt → wyniki
- 1988 – Brovst – 11. miejsce – 4 pkt → wyniki

Młodzieżowe Indywidualne Mistrzostwa Danii
- 1978 – 3. miejsce → wyniki